# John Bowlby
John Bowlby (26. února 1907 – 2. září 1990) byl anglický psychoanalytik, který svým konceptem přimknutí (attachment) silně ovlivnil i jiné psychologické školy. Byl 49. nejcitovanějším psychologem ve 20. století.
Bowlby vyšel z darwinismu a freudismu. Od Freuda převzal důraz, že dítě je bytostí se silnými pudy, tyto pudy však vidí jinak než Freud, více darwinisticky: jako přizpůsobené miliony let přirozeného výběru k přežití. Pudové jednání dle Bowlbyho zvyšuje šance dítěte na přežití a tím základním je přimknutí k matce, které se projevuje pěti instinktivními reakcemi. krmením, úsměvem, mazlením, pláčem a následováním. Psychopatologii Bowlby odvozuje z poruch přimknutí v raném věku.